# スペースコロニー

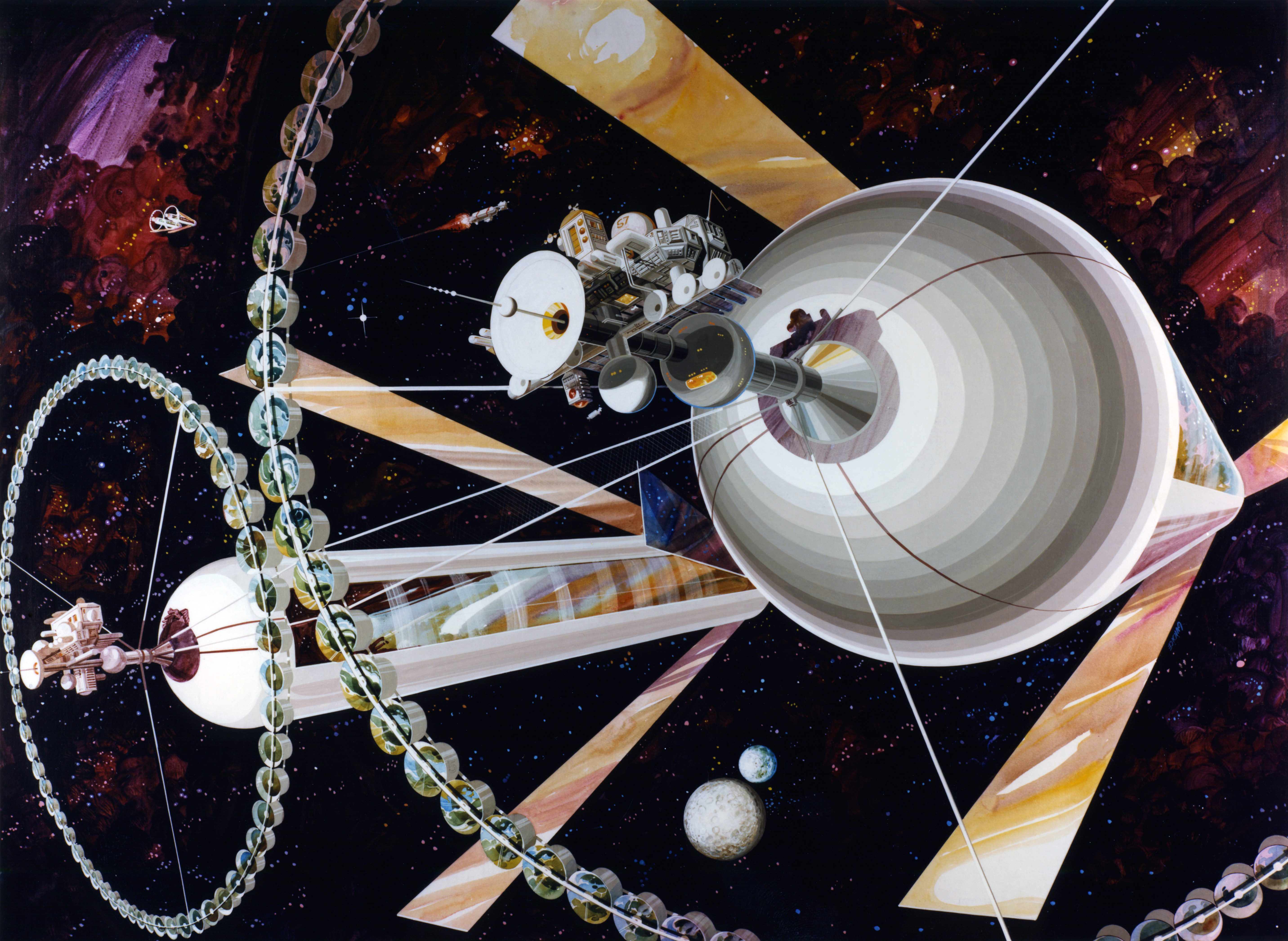
オニールのシリンダー型コロニーの想像図

スペースコロニー（Space Colony）とは、地球上での人口の爆発的増加や地球環境の大規模な変化などに対応するための移住先として構築が検討されている宇宙空間の施設。
日本では一般的に「スペースコロニー」という呼称が多く用いられているが、「スペースハビタット（Space Habitat: 宇宙居住地）」「スペースセツルメント（Space Settlement: 宇宙居留地）」などの別の名前で呼ばれる事もある。
なお、コロニーの直訳から宇宙植民あるいは宇宙植民地ということもあるが、小惑星に建設する小惑星コロニーもある。

## 歴史

### 提唱
1969年に当時アメリカのプリンストン大学教授であったジェラード・K・オニールらによって提唱された。
スペースコロニーは博士と学生たちのセミナーの中での、惑星表面ではなく宇宙空間に巨大な人工の居住地を作成するというアイデアから誕生した。1974年にニューヨーク・タイムズ誌に掲載されたことから広く一般に知られるようになった。地球と月との引力の関係が安定する領域「ラグランジュポイント」に設置され、居住区域を回転させて遠心力によって擬似重力を得る。コロニー内部には重力以外にも生命活動に必要な地球上の環境が再現され、人々が地球上と変わらない生活ができるようになるという構想である。

### 実現性
アメリカ合衆国では1984年のレーガン大統領の年頭教書にスペース・ステーション計画が盛り込まれた。
スペース・コロニーについてはアメリカ合衆国の宇宙計画で正規の調査予算が組まれたこともあったが、その後は議論が沈静化している。その理由としては、第一に建設コストが大きく、材料を地球や月に依存する点がある。第二に銀河由来の恒常的なものに由来する、または太陽の突発的活動（スーパーフレア等）に由来する有害宇宙線が強く、その蓄積した知見からは人間が一生涯を送る場として宇宙空間は不適であるとみられる点がある。
そのため地球周回軌道の構造物としてではなく、小惑星にコロニーを建設する構想もある。

## デザイン
スペースコロニーのデザインは主に機能性を実現するために様々な案が提唱されている。

### シリンダー型
1974年にジェラルド・オニールにより提案されたデザイン。著書『ハイ・フロンティア』では島3号 (Island Three) と呼ばれている。オニールのスペースコロニーと言った場合、一般的にこのモデルを指す。
シリンダーは直径4マイル (6.4 km)、長さ20マイル (32 km) で数百万人の人口を想定している。この場合空間容積は3,000立方キロメートル。0.55rpmで回転（1分50秒で1回転）し、遠心力により外周部に地球と同等の重力を発生させる。円筒内部は円周方向に6つの区画に分かれており、交互に陸と窓の区画となっているため、居住等で利用できる面積はおよそ300平方キロメートル程度となり、日本の島嶼だと石垣島や利尻島と同等の面積となる。窓の外側には太陽光を反射する可動式の鏡が設置され、昼夜や季節の変化を作り出す。窓の蓋の様に見える為に凹面鏡に見えるが、平面鏡である。

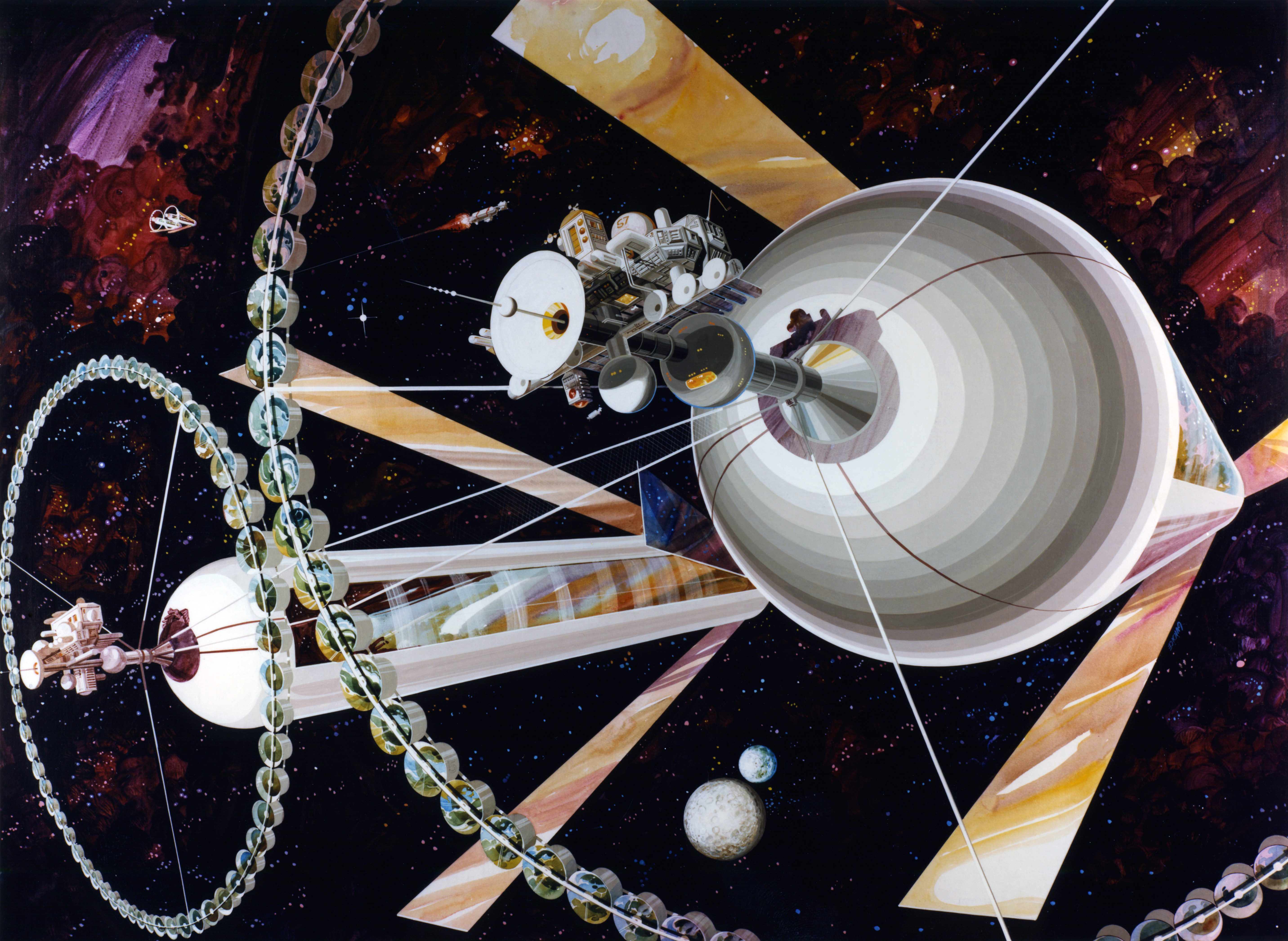
シリンダー型（外観）
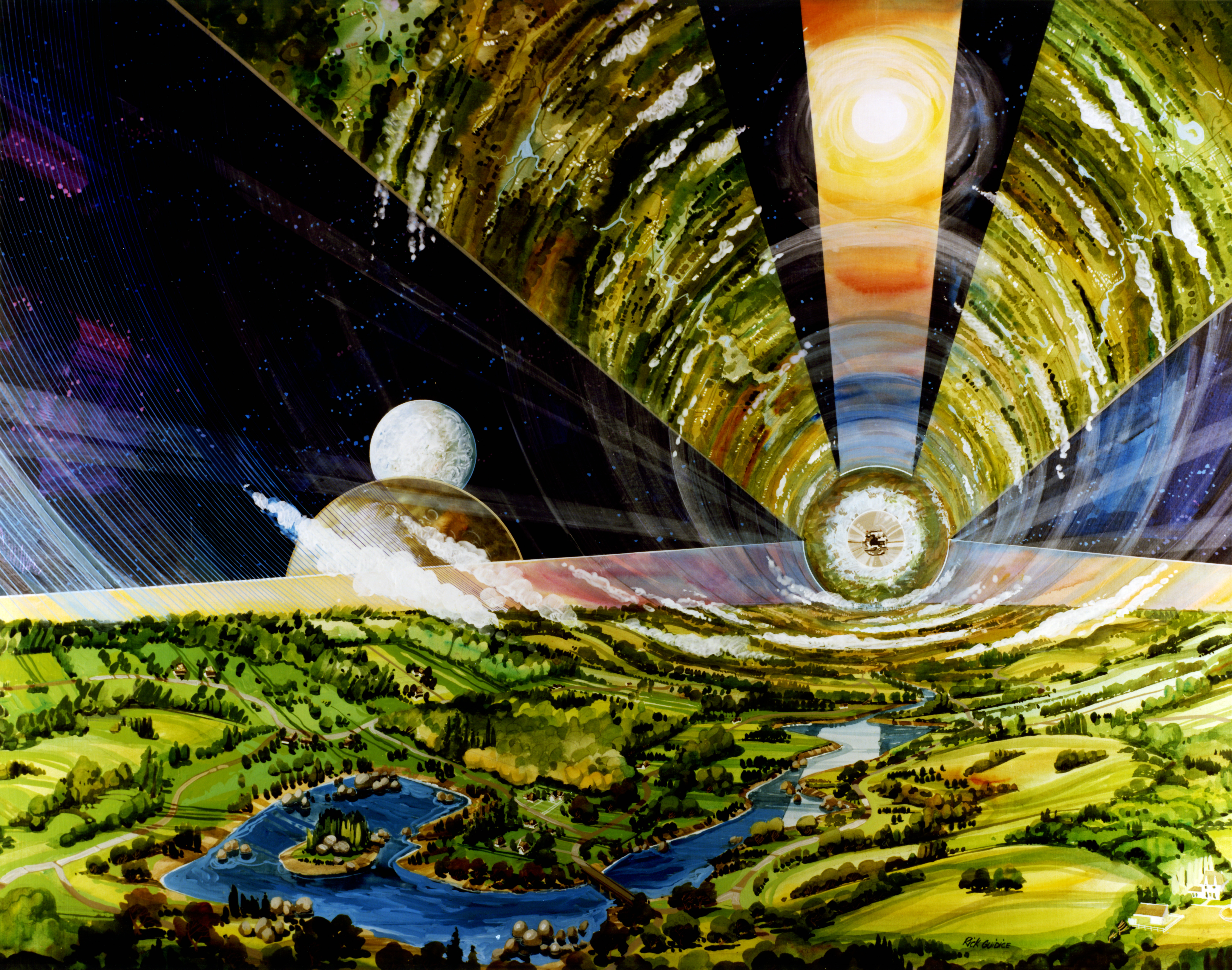
シリンダー型（内部）

### バナール球
バナール球は、1929年にジョン・デスモンド・バナールが提案したデザイン。
原案では、直径16kmの球殻に2万～3万人の人口を想定していた。後にスタンフォード大学にて再設計され、直径500m、1万人の人口で、1.9rpmで回転して赤道部分に地球と同等の重力を持つ構造のものが提唱されるようになった。この設計案では、太陽光は外部に設置された鏡にて反射され、極付近の大きな窓から取り込まれる。この再設計したものは、オニールの著書ハイ・フロンティアにて島1号 (Island One) と呼ばれている。また、直径1.8km、人口14万人に拡大したものは島2号 (Island Two) と呼ばれている。

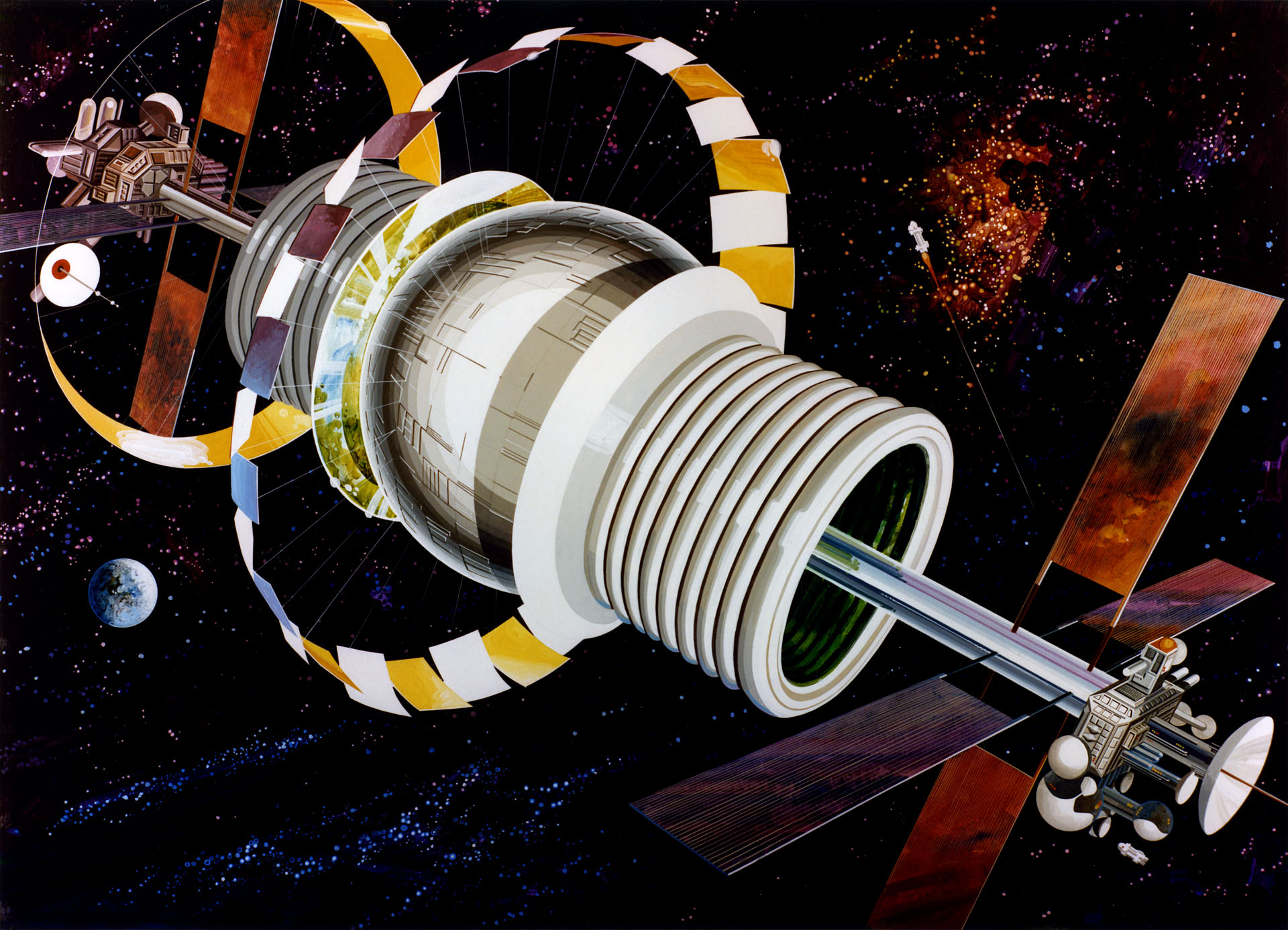
バナール球（外観）
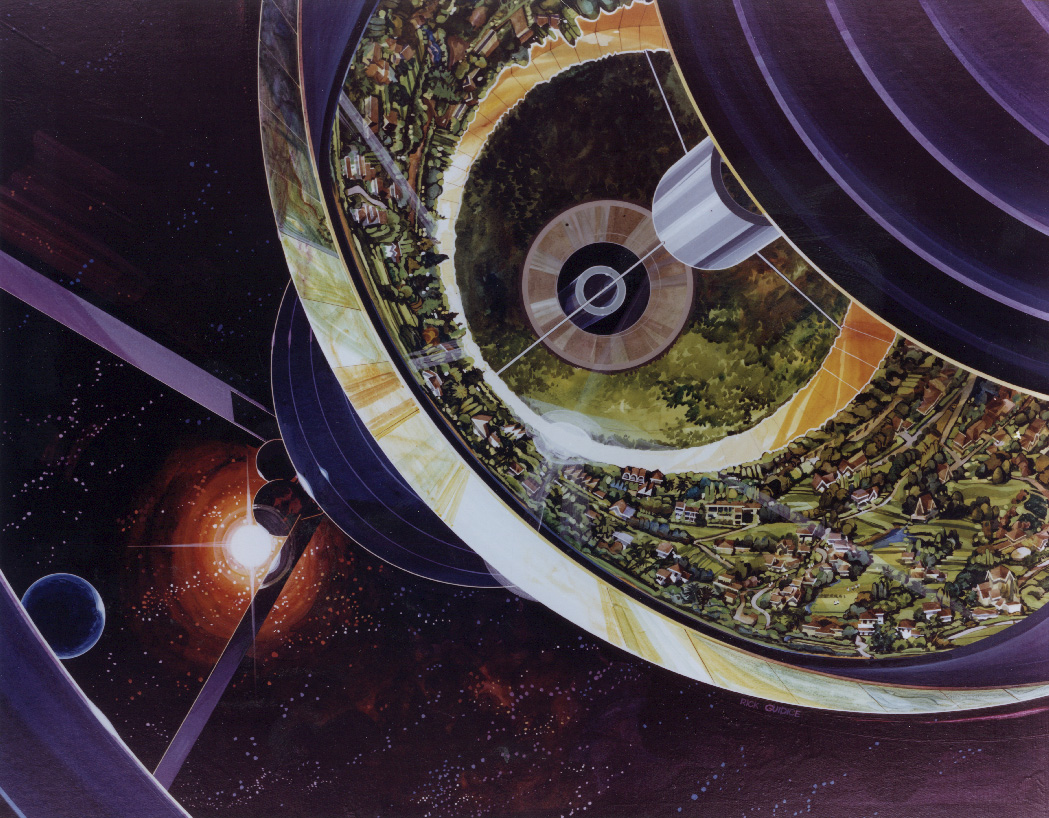
バナール球（内部が見える構図）
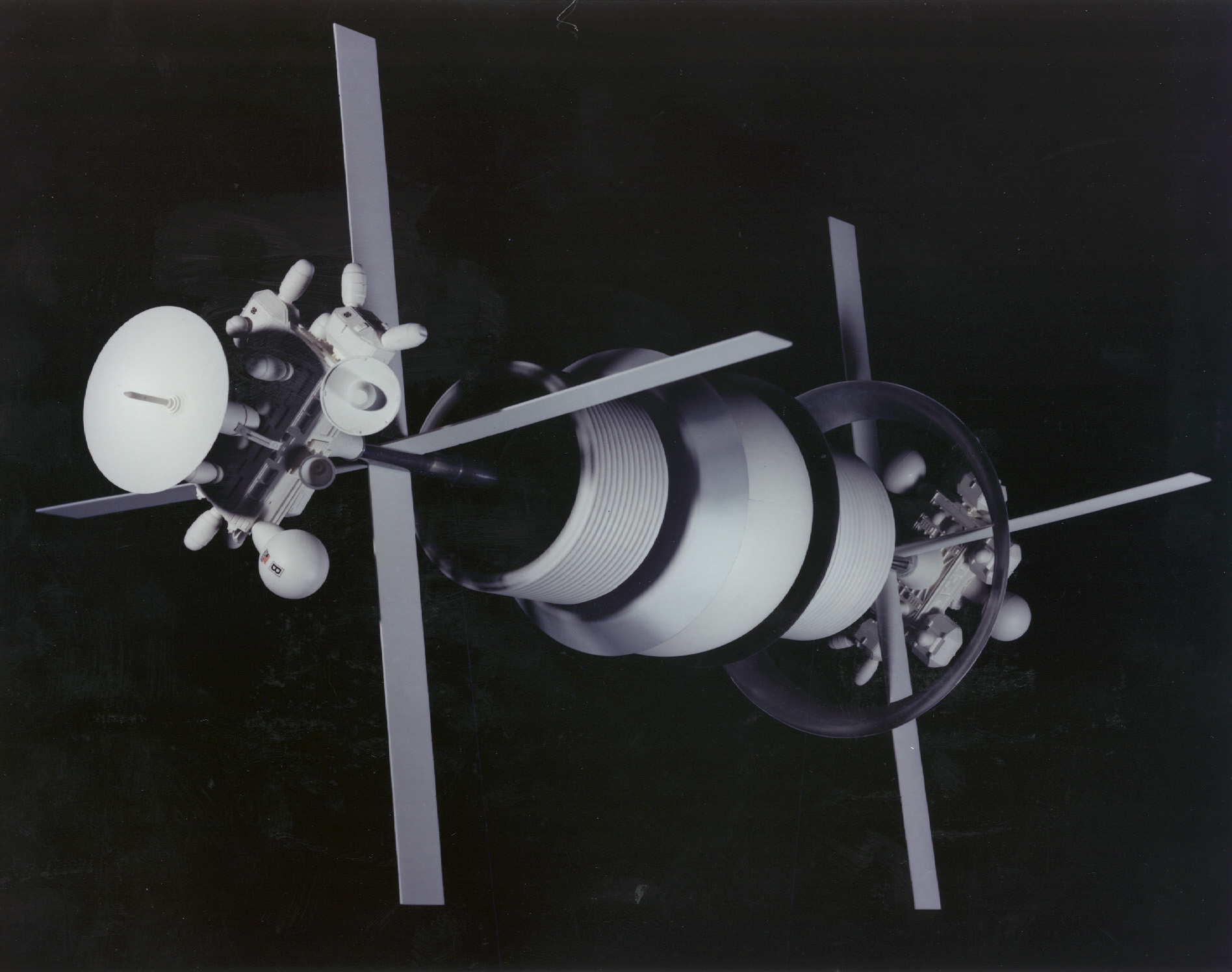
別バージョンのバナール球

### スタンフォード・トーラス
スタンフォード・トーラスは、1975年にスタンフォード大学にて設計されたトーラス型（ドーナツ型）のデザイン。
直径1.6km、1万人の人口を想定しており、1rpmで回転してリング内部の外側に、地球と同等の重力を発生させる。太陽光は鏡で取り込まれる。リングはスポークで結ばれ、スポークは人や物資の移動にも使用される。また、スポークで繋がれたハブは無重力であるため、宇宙船のドッキングなどに使用される。

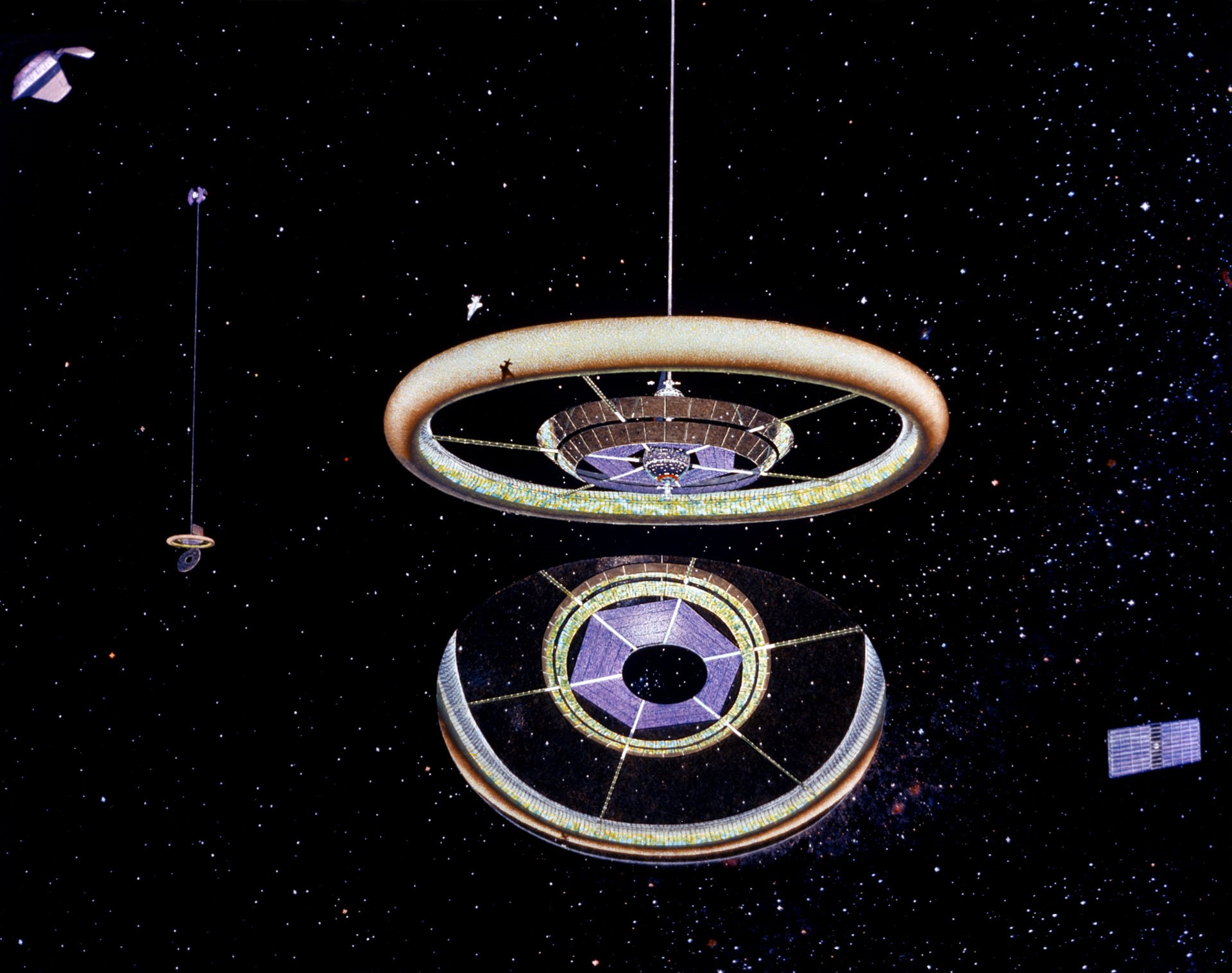
スタンフォード・トーラス（外観）
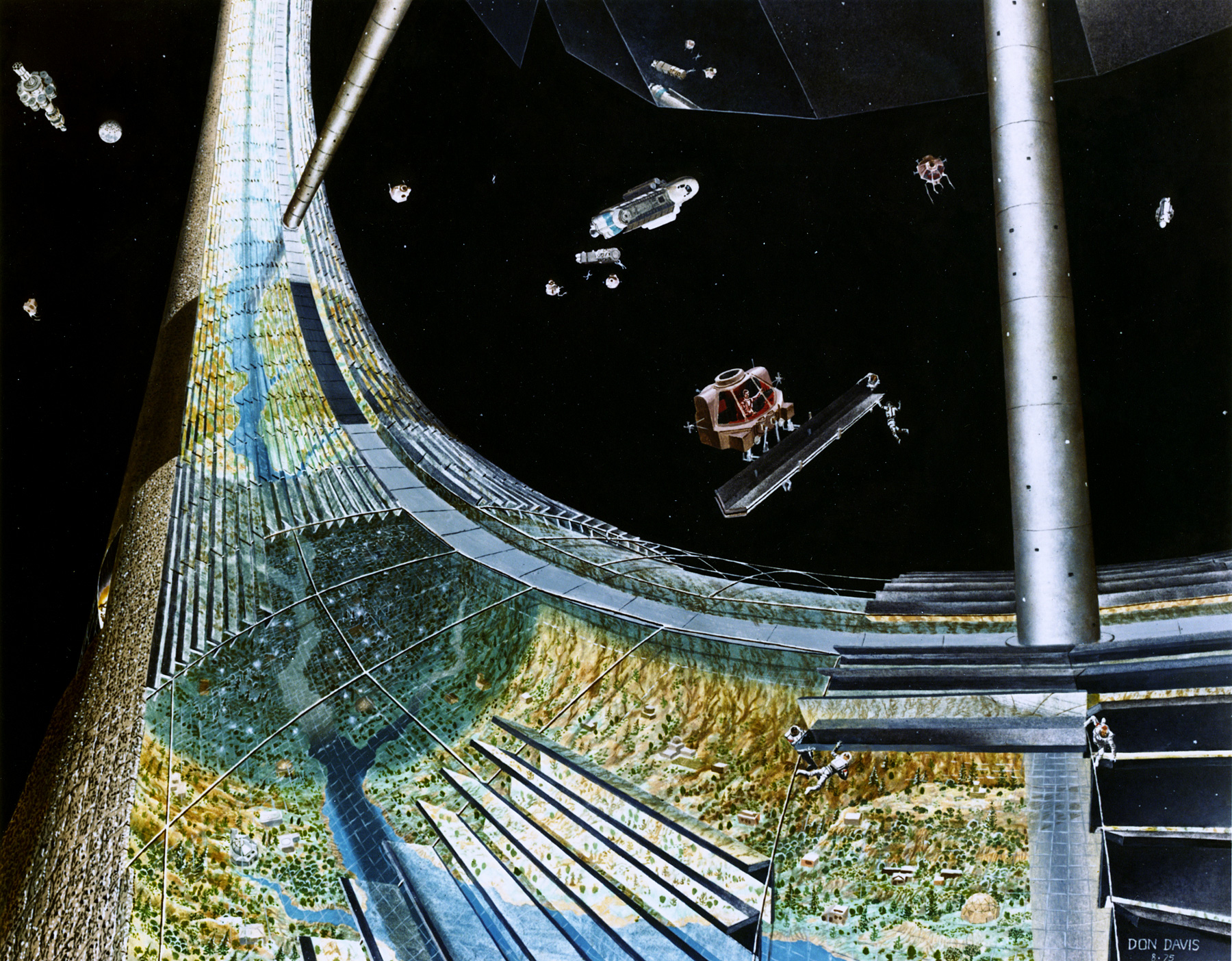
スタンフォード・トーラス（断面）
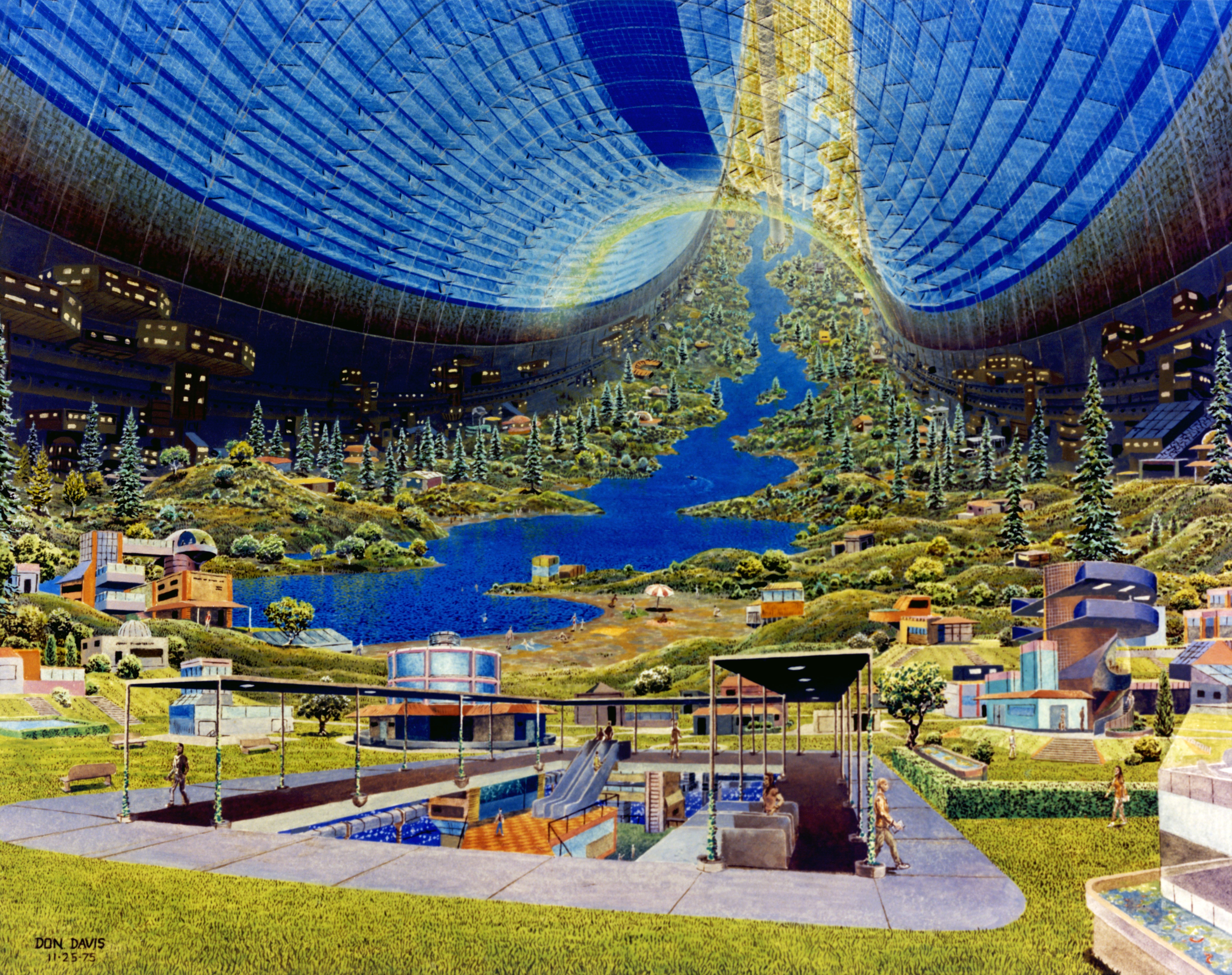
スタンフォード・トーラス（内部）

### 小惑星型
構造物を一から建造するのではなく、小惑星や小型衛星などの天然天体の内部をくり貫き、内側を居住区域とするもの。
建造資材を自己調達できるメリットがある。

### スペース・ナッツII

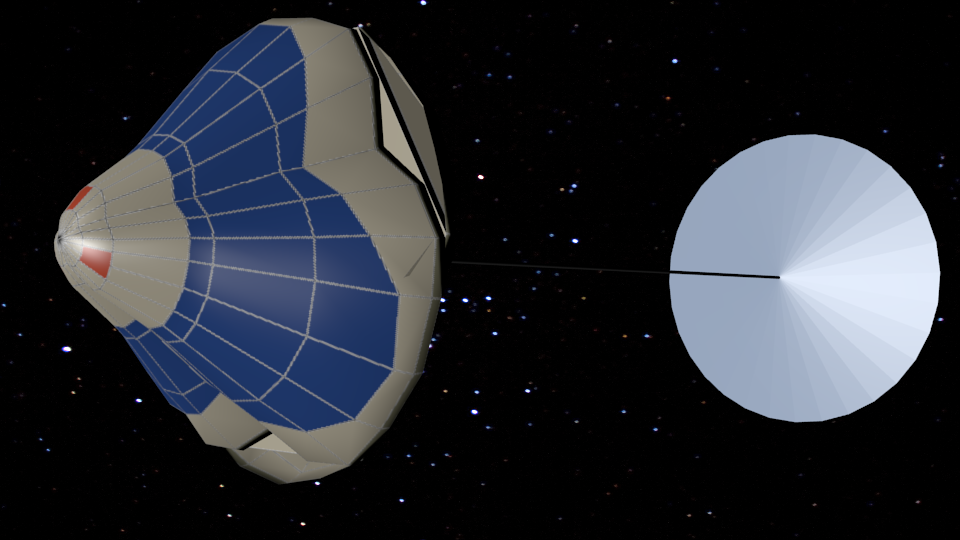
スペース・ナッツIIの想像図

1996年の大林組の季刊誌に掲載されたデザイン。長さ1.9km、円錐を底面で二つ結合したような双円錐状の形をしている。外殻と内殻の2層からなり、人口は2,000人。
太陽側の外殻表面は太陽電池パネルで覆われており、また外殻と内殻の隙間が宇宙港となる。軌道の維持は、コロニー後方に展開したソーラーセイルで行う。

### トポポリス
トポポリスはパット・ガンケルによって考案され1974年のSFエッセイ『巨大な世界』で紹介されたトーラス型（ドーナツ型）のスペースコロニー。同じトーラス型でもスタンフォード・トーラス等とは異なり、円周のサイズが数億kmといった恒星を囲む規模の超巨大建造物である。一方で直径は数kmで、オニール・シリンダーの端を伸ばしてトーラス型に繋げたような形をする。トーラス内部が円筒になっており遠心力によって人工重力を生成する。
理論上は複数の同心円筒を持った構造も想定されている。

## 技術的課題
スペースコロニーで健康な人間集団を維持するためには、以下のような多くの課題を解決しなければならない。

### 大気
基本的に、殆どのコロニーのデザインは、巨大で、薄い壁に覆われた圧力容器とみなすことができる。コロニー内部に地球と同じ大気を実現するには大量の酸素と窒素を必要とする。そのうち、酸素は月の石などの地球外物質を原料としても入手可能である。
窒素は地球から入手できるが、消費分を地球から輸送するには多大な費用がかかるため、コロニー内で空気のリサイクルを行う必要がある。空気は様々な方法でリサイクルすることが可能であり、植物の光合成（できれば水耕栽培か森林庭園）を利用する方法が代表的である。しかしながら、工業汚染（たとえば揮発油や過剰の分子性ガス）については別途に処理装置を設ける必要がある。
原子力潜水艦などで使われている標準的な方法として、触媒としてバーナーを使うものがあり、これは殆どの有機物を取り除くのに効果的である。それ以上の安全のために、小さな低温の蒸留装置で徐々に不純物（水銀蒸気やバーナーでは除去できない希ガス）を取り除く必要があるかもしれない。

### 有機物
有機物の大部分は、初めは月や小惑星、または地球から輸入しなければならない。だがその後は、リサイクルにより輸入の必要性を減らすことができる。
提案されているリサイクル方法の一つとして、低温の蒸留物、植物、ゴミ、それに下水を電気アークで焼却して、それをさらに蒸留するものがある。それにより、二酸化炭素と水は直ぐに農場で使用できるだろう。灰の中の硝酸塩と塩は、水に溶かすことで純粋な鉱物に分離される。ほとんどの硝酸塩、カリウム、ナトリウム塩は有効に肥料としてリサイクルできる。
鉄、ニッケル、およびシリコンを含むその他の鉱物は、まとめて化学的に精製して工業用に再利用できる。残ったごく一部（重量にして0.01%未満）の資源は無重力下の質量分光法で純粋な元素へと処理し、肥料や工業資材へと加えることができる。この方法はNASAの研究で証明された手段であり、人々が実際にスペースコロニーで生活を始めれば、より洗練された方法がとられるようになるだろう。

### 重力
長期間の軌道上での研究で、無重力では骨と筋肉が弱くなり、カルシウムの新陳代謝や免疫システムの調子が悪くなることが立証されている。ほとんどの人々が絶え間ない鼻づまりか鼻炎となる上、体質によって起きる宇宙酔いは訓練等で克服することができない。そのため、ほとんどのコロニーは擬似重力（遠心力）を発生させるために回転運動による遠心力を利用するデザインがなされている。NASAの鶏と植物を使った研究で、遠心力は生理学上は重力の有効な代わりとなることが証明されている。だが、そのような環境で人の頭を素早く回転させることは、人の内耳が視覚とは異なる回転速度で動き、“傾き”を感じる原因となる。遠心分離機による研究では、半径100m未満、または3rpm以上の回転速度で回転する住居の中では、人々は乗り物酔いとなるということが示された。しかし、この研究と統計上の推測によれば、ほとんど全ての人々が半径500m以上で1rpm以下で回転する住居の中であれば、快適に生活できることも示された。
発生学的にみて脊椎動物の発育には重力が必要であり、脊椎動物の胎児は無重力では脊椎などがうまく形成されないことが判明している。このことからもスペースコロニーでの妊娠出産育児には重力が必須であるとされている。
ただし、回転による疑似重力を利用したコロニーでは、通常の重力下とは異なる運動が起きる。例えば、回転と同じ方向へ移動すると回転速度が上昇するのと同じ効果で疑似重力が増加し、反回転方向への移動中は疑似重力が減少する。また、回転するコロニー内で上下方向（回転軸のある方向およびその逆方向）に移動しようとすると、横方向へのコリオリの力を受ける。地球上でも発生している物理現象であるが、コロニーのような小規模モデルだとどちらも顕著に表れる。この結果、たとえば単純なボールの投げ上げ運動でも、その軌道は複雑になる。また、遠心力は回転軸に近づくほど弱まるため、例えばシリンダータイプのコロニー内に建設された建物では、高層階ほど（=回転軸に近づくほど）疑似重力が弱まっていく。

### 放射線
宇宙空間での放射線については、二つの問題がある。1つは宇宙線で、年間80mSvの被曝をすることになる。年間50mSvが安全上の最大値で、健康上問題ない最大値は年間3mSvである。もう一つは、太陽フレアによりまれに放射される大量のX線と高エネルギー荷電粒子である。これらの放射が起きると、50%致死線量（LD50）の4Svを超えるほどの放射線が放出される。
研究の結果、巨大なスペースコロニーではその構造（2m以上の厚さの鉄）と空気がガンマ線を効果的に遮蔽する盾となることが発見された。小さなコロニーでは、外側に多量の岩石を浮かべて（回転させないで）盾とすることができる。
太陽光は放射線対策をしたルーバーから鏡を通して入射させることができる。

### 温度管理
コロニーは真空中に存在することから、巨大な魔法瓶に類似しているといえる。したがって、取り入れた太陽光と生命活動から生じる熱を除去するためのラジエーターが必要となる。非常に小さなコロニーでは、コロニーと一緒に回転する放熱翼を持つ方式が考えられる。この方式では、対流により暖かい空気が翼に集められ、冷たい空気はコロニー内へと沈んでいくだろう。また、他の方式としては、中心的なラジエーターにより冷やした水などを冷却材として分配するというものも考えられる。

### 建設場所
自由に宇宙空間を漂わせてしまうと付近の惑星重力によって不安定なため、大型天体を周回する軌道上か、あるいは太陽系などの惑星系から完全に離脱した空間が想定される。コロニーに最適な軌道についてはまだ議論されているが、商業的な観点の議論も多い。月-地球のラグランジュ点L4とL5の軌道は、現在では月・地球の双方から遠すぎると考えられるようになっている。より新しい案として、交互に月と地球に近づき、双方に低エネルギー（安価）で接近できる2:1の共鳴軌道を使用することが提案されている。これにより、原材料と市場の双方を素早く、かつ安価に利用することができる。
また、ほとんどのコロニーのデザインでは、他の宇宙施設や月等との間の物資の運搬手段として、ロケットの代わりにテザー衛星（下ろし作業）やマスドライバー（上げ作業）を使用することが考えられている。これらの利点は、どちらも推進剤を全く使用しないか、あるいは非常に安価だということである。ただ、マスドライバーは重力井戸の深い地球からの物資打ち上げには不適当とされている。

### 姿勢制御
コロニーの設計では、ほとんどの鏡が太陽に向くことが要求されている。オリジナルのオニールのデザインでは、二つのシリンダーをモーメンタムホイールとして使用し、歳差運動により角度を変更して、太陽方向に押し出すようになっていた。以降のデザインでは、軌道上で回転して、窓に太陽光が直角に指すように、小さな電気モーターで太陽を追うように誘導できる軽量な鏡を使用するなどしている。

### 事故・テロ対策
「数万人もの人々が暮らす、薄い壁に覆われた圧力容器」であるコロニーは、事故・テロ等の災害に極端に弱いと考えられる。この為、非常時の救命設備と住民の避難訓練に万全を期する必要がある。

## スペースコロニーが登場するフィクション
上記以外にもさまざまな形式が考案されている。
シリンダー型
- 映画『インターステラー』
劇中最後に主人公の娘マーフが重力に関する方程式の解を発見し、重力制御が可能になったことにより建設され、深刻な環境破壊で居住困難になりつつあった地球から人類が救われた。
- アニメ他『ガンダムシリーズ』
関連項目： サイド (ガンダムシリーズ)、コロニー落とし、コロニーレーザー
- 小説『クレギオン』シリーズ（野尻抱介）
- 小説『ネジ式ザゼツキー』（島田荘司）
- ゲーム『トキオ 〜東京都第24区〜』
- ゲーム『ポリスノーツ』
- ゲーム『ラグランジュポイント』
- 漫画『とっても少年探検隊』（あろひろし）
妄想竹という植物で建造された竹製コロニー
- 漫画『スリックスター』（板橋しゅうほう）
- 漫画『ムーン・チャイルド』（佐藤史生）
続編の『楕円軌道ラプソディ』にも登場
- アニメ『タイムパトロール隊オタスケマン』
第24話にてトンマノマントの改竄取引に応じなかった武田信玄が転移された無人の廃棄コロニー。
- アニメ『宇宙をかける少女』
劇中にて「オニール型の島3号に姿が酷似している」との発言がある。
- アニメ『ノーラ』
- アニメ『エレメントハンター』
- アニメ『宇宙戦艦ヤマト 完結編』
- ドラマ『オアシスを求めて』

密閉型
- アニメ他『ガンダムシリーズ』
オニール型の派生型で、コロニー内の利用可能面積を増やすため「窓」を廃して内側全体を地面とし、環境光は中心軸の巨大な蛍光管のような人工太陽灯でまかなう。
- 小説『宇宙のランデヴー』
宇宙船「ラーマ」は窓のないオニール型の構造で、各種生物のサンプルを搭載している。

バナール球型
- アニメ『機動戦士ガンダムΖΖ』
ムーン・ムーン、『機動戦士ガンダムSEED』のコロニー・メンデル
- コミックス、アニメ『銀河鉄道999』（「大酋長サイクロプロス」）
- 小説『サターン・デッドヒート』（グラント・キャリン）
- ゲーム『ソニックアドベンチャー2』（スペースコロニー・アーク）

スタンフォード・トーラス型
- 映画『2001年宇宙の旅』
- 映画『エリジウム』
- アニメ『新機動戦記ガンダムW』
- アニメ『勇者王ガオガイガー』のアイランドII
- 小説『未来の二つの顔』『終局のエニグマ』（共にジェイムズ・P・ホーガン）
- 小説『機動戦士ガンダムUC』のラプラス
- ゲーム『ZONE OF THE ENDERS』
- ゲーム『ボーダーダウン』
- ゲーム『halo』のhaloリング
- ゲーム『Startopia』（en）、『Spacebase Startopia』（en）

砂時計型
砂時計のくびれ部分が中心回転軸で、両の底の部分にある居住区に人工重力を発生させる。
- アニメ『機動戦士ガンダムSEED』シリーズのプラント
- アニメ『LAST EXILE』

ダイソン球型
- アニメ『革命機ヴァルヴレイヴ』
外観は小型（直径200〜300kmほど）のダイソン球を模したデザインになっている。中心に浮かぶ人工太陽の周囲にハニカム型をした直径10kmほどの居住ブロック（モジュール）が多数取り囲み、球状を形成している。

その他・不明
- アニメ『機動武闘伝Gガンダム』
重力制御技術によりコロニーを回転させる必要がないため、島を切り取って宇宙に浮かべたような、国ごとに特徴のある自由な形状をしている。
- アニメ『無人惑星サヴァイヴ』
- ゲーム『スペースコロニー』（FireFly Studios制作、原題“Space Colony”）
- 漫画『方舟』
- 漫画 さいとう・たかを原作の『漂流』
- ゲーム『メトロイドシリーズ』
- ゲーム『サンダーフォースIV』
該当ステージIVは「RUIN」。
- アニメ『マクロスシリーズ』
新マクロス級艦艇の移民居住艦や環境艦。
- アニメ『翠星のガルガンティア』
砂時計型を半分にした、重力発生装置に吊り下げられるような形状。
- アニメ『楽園追放』
種としての人類保存を目的としたコロニー「ディーヴァ」。船内は電脳空間を維持するための演算装置で構成されており、生身の人間の生存空間は用意されていない特殊なタイプ。
- アニメ『メガゾーン23』
地球の環境回復が完了するまで人類を宇宙に放逐する世代間移民船。内部には1980年代の東京を再現した都市が存在し、住民は宇宙船に乗っているという事実を知らない。
- 漫画等『シドニアの騎士』
破壊された地球を脱出し、新天地を求めて旅する播種船（世代間移民船）「シドニア」。巨大な船体の内部空間は都市が存在するスペースコロニーになっている。通常は重力制御が効いているが、船の機動時には居住区に甚だしいGが加わったり、閉鎖系の環境を維持するために人体を光合成可能に改良するなどの苦労が描かれる。
- ゲーム『コロニーオデッセイ』